# Герб Бєлгородської області

Герб Бєлгородської області

Герб Бєлгородської області — є символом Бєлгородської області, був затверджений постановою обласної Думи № 11 від 5 лютого 1996 року.

## Опис
Герб Бєлгородської області являє собою щит, на якім у лазуровому (синьому, блакитному) полі намальований чорний орел зі срібними очима й золотим дзьобом, над лежачим на зеленій землі золотим левом зі срібними очима, зубами, пазурами й із червленим язиком.